# Delphacodes nigeriensis
Delphacodes nigeriensis är en insektsart som först beskrevs av Frederick Arthur Godfrey Muir 1920.  Delphacodes nigeriensis ingår i släktet Delphacodes och familjen sporrstritar. Inga underarter finns listade i Catalogue of Life.